# Estocolmo (comuna)
A Comuna de Estocolmo (em sueco: Stockholms kommun ou informalmente Stockholms stad) é uma comuna da Suécia, localizada no condado de Estocolmo. Sua capital é a cidade de Estocolmo.
A comuna está situada no ponto de encontro das províncias históricas da Uppland e da Södermanland, e igualmente no local da saída das águas do lago Mälaren para o Mar Báltico. Possui 188 quilômetros quadrados e segundo censo de 2020, havia 975 551 habitantes.
Está dividida em 3 distritos - Västerort (subúrbios ocidentais), Söderort (subúrbios meridionais) e Innerstaden (centro da cidade).

## Geografia
A comuna de Estocolmo está situada entre o lago Mälaren e o Mar Báltico. É constituída por uma série de ilhas e por margens adjacentes. O terreno é acidentado com pontos acima dos 50 metros de altitude, contrastando com a superfície plana do Mälaren.

## Economia
A economia da comuna está baseada nos serviços — 85% do emprego. O sector industrial conta com 5%.

## Comunicações
A comuna é atravessada pelas estradas europeias E4 (Haparanda-Estocolmo-Helsingborg), E18 (Karlstad-Estocolmo) e E20 (Malmö-Gotemburgo-Estocolmo). É o maior nó ferroviário do país, com ligações a Sundsvall, Västerås, Gotemburgo, Malmö, Nynäshamn, etc. Dispõe do Aeroporto de Estocolmo-Bromma, em Bromma, e dos portos de Värtahamnen e Porto livre de Estocolmo.